# 孔劉
孔地哲（韓語：공지철，羅馬化：Gong Ji-cheol，1979年7月10日—），艺名孔劉（羅馬化：Gong Yoo），韓國演員、模特兒，本貫曲阜孔氏，據傳為孔子後裔。2007年出演電視劇《咖啡王子1號店》開始走红，2016年以作品《屍速列車》和《孤單又燦爛的神—鬼怪》再創事業巔峰，2017年獲得第53屆百想藝術大賞電視部門男子最優秀演技賞。

## 個人簡介

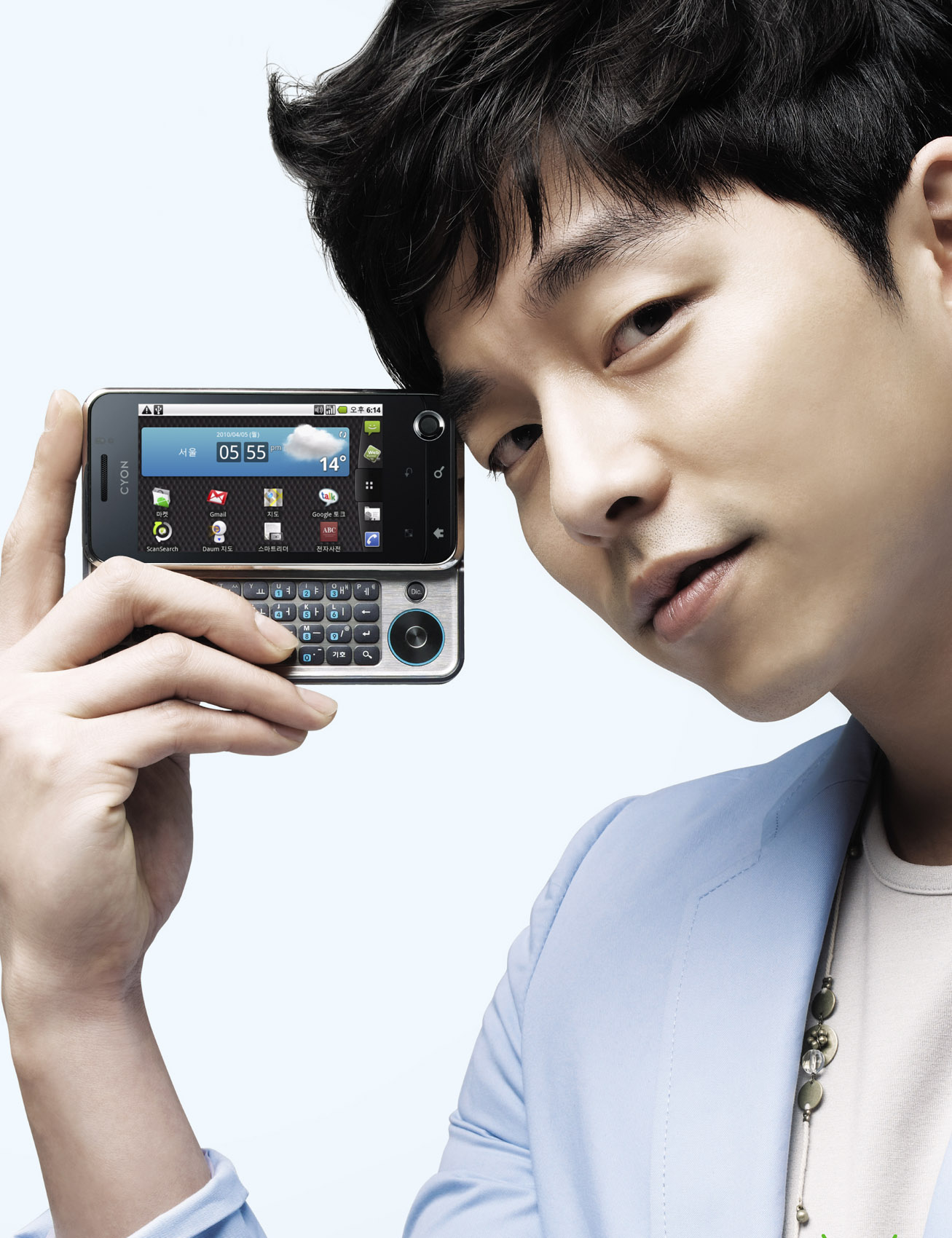
2010年5月LG電子宣傳畫報

孔劉的祖先出自曲阜孔氏，父親名為孔源（공원），母親劉明珠（유명주）本貫白川劉氏，有一姐孔溵程（공은정）。根據曲阜孔氏、白川劉氏的族譜所言，兩個氏族都在高麗時代遷居朝鲜半岛，分別自稱是孔子、汉朝開國皇帝刘邦的後代；在1996年韓國發行的《曲阜孔氏世譜》中，孔地哲（孔劉）為孔子79世孫。2009年中國曲阜市頒行的《孔子世家谱》，他們一家未入譜。
孔劉畢業於慶熙大學戲劇電影學系。早期以身高184公分的優秀外型出任服裝模特兒，2000年進入音樂電視頻道Mnet公司擔任影像騎師。2001年以KBS電視劇《學校4》出道，2003年憑藉《Screen》獲SBS演技大賞新人獎，2005年因在《餅乾老師星星糖》中的演出備受歡迎。2007年出演《咖啡王子1號店》獲MBC演技大賞男子優秀演技賞，也自此奠定其在影視圈上的地位。 
2008年1月14日，孔劉入伍服役，期間曾於大韓民國國軍廣播主持《孔劉等待的20時》，以網路向全球廣播，創下不亞於同時段商業節目的收聽率。晉升兵長時，孔劉獲上級致贈小說《熔爐》作為禮物，孔劉閱讀後深受震撼。2009年12月8日退伍後，即與經紀公司奔走籌資，竭力促成電影《熔爐》的誕生。2011年電影順利上映，片中所飾演的姜仁浩揭發兒童性侵問題，讓韓國光州特教學校性暴力事件受到大眾重視，產生「熔爐效應」，並促使政府修定「熔爐法」法例；雖為限制級電影，但票房成績超過467萬觀影人次，使孔劉的演藝生涯再創高峰，孔劉也因此片被聯合國兒童基金會任命為兒童權利特别代表。
2016年，主演《關不住的誘惑》、《屍速列車》、《密探》等多部電影作品，其中《密探》於韓國達到750萬觀影人次的優異票房，《屍速列車》更是創下該年度唯一突破千萬觀影人次票房紀錄，同時亦於亞洲多國取得佳績，孔劉並因此晉升「千萬演員」的行列。同年，主演tvN電視劇《孤單又燦爛的神—鬼怪》，飾演男主角鬼怪金信，該劇播出後旋即獲得熱烈迴響，孔劉連續七週奪得電視劇演員話題性冠軍，也憑藉金信此角獲得第53屆百想藝術大賞電視部門男子最優秀演技賞。

## 影視作品

### 電視劇
| 年份   | 平台    | 劇名                   | 角色           | 備註         |
| 2001年 | KBS     | 學校4                  | 黃泰英         |              |
| 2002年 | KBS     | 何時都忐忑不安         | 朴燦浩         |              |
| 2002年 | KBS     | 無法阻擋的愛           | 徐慶哲         |              |
| 2003年 | SBS     | 二十歲                 | 徐俊           |              |
| 2003年 | SBS     | 夢想的螢幕             | 江俊表         |              |
| 2005年 | SBS     | 餅乾老師星星糖         | 朴泰仁         |              |
| 2006年 | MBC     | 很愛很愛妳             | 徐建           |              |
| 2007年 | MBC     | 咖啡王子1號店          | 崔漢杰         |              |
| 2012年 | KBS     | 真愛上錯身             | 徐允在／姜景俊 | 一人分飾兩角 |
| 2013年 | tvN     | 戀愛操作團：大鼻子情聖 | 魔術師         | 特別演出     |
| 2016年 | tvN     | 孤單又燦爛的神—鬼怪    | 金信（鬼怪）   |              |
| 2021年 | Netflix | 魷魚遊戲               | 地鐵神秘男子   | 特別演出     |
| 2021年 | Netflix | 寧靜海                 | 韓允才         |              |
| 2024年 | Netflix | 一箱情緣               | 韓正元         |              |
| 2024年 | Netflix | 魷魚遊戲2              | 地鐵神秘男子   | 特別演出     |
| 待定   | Netflix | 慢慢地，強烈地         |                |              |

### 電影
| 年份   | 片名            | 角色           | 備註         |
| 2003年 | 我的Band5男友   | 李鍾秀         | 配角         |
| 2004年 | 間諜俏辣媚      | 崔高峰         |              |
| 2004年 | 超級明星甘先生  | 朴哲淳         | 友情演出     |
| 2004年 | S日記           | 儒因           |              |
| 2005年 | 凸槌俏女警      | 姜魯榮         |              |
| 2007年 | 人中之龍 劇場版 | 朴哲           | 配角         |
| 2010年 | 尋找金鐘旭      | 韓基俊／金鐘旭 | 一人分飾兩角 |
| 2011年 | 熔爐            | 姜仁浩         |              |
| 2013年 | 諜影殺機        | 池東哲         |              |
| 2016年 | 關不住的誘惑    | 金奇弘         |              |
| 2016年 | 屍速列車        | 徐碩宇         |              |
| 2016年 | 密探            | 金優進         |              |
| 2019年 | 82年生的金智英  | 鄭大賢         | [ 17 ]       |
| 2021年 | 永生戰          | 閔基憲         | [ 18 ]       |
| 2024年 | Wonderland      | 成俊           | 特別演出     |

### 節目主持
- 2004年1月10日－2004年7月3日：MBC《Music Camp（朝鲜语：생방송 음악캠프）》
- 2008年4月1日－2009年11月9日：KFN（朝鲜语：국방FM）《孔劉等待的20時》
- 2008年11月26日－2009年7月17日：KFN（朝鲜语：국방TV）《將兵歌謠BEST》

### MV
- 2001年：WHY《請幸福吧》（與柳時元、李枖原、權相佑）
- 2014年：金東律《那就是我》

### 其他演藝作品
- 2001年：《UN受難時代》飾演 騙子（客串）
- 2003年：短劇《飛碟》飾演 李世恩
- 2003年：網絡劇《你房我房》飾演 金成俊
- 2014年：動畫電影《皮膚顏色-蜜色》（旁白）

## 音樂作品
- 2010年：《尋找金鐘旭》OST－＜第二次初戀＞
- 2010年：《A Letter for you》日本 EP
- 2012年：《真愛上錯身》OST－＜因為是你＞

## 社會活動
聯合國兒童基金會兒童權利特別代表
2013年11月20日，孔劉被聯合國兒童基金會韓國委員會委任為兒童權利特別代表；期望孔劉積極參與並竭力促進兒童權利。
大韓民國國稅廳宣傳大使
2014年3月3日，孔劉于韓國第48屆納稅人日紀念儀式上，被選定為模範納稅人，獲得總統表彰；2014年7月7日，被正式委任為韓國國稅廳宣傳大使，致力傳播誠實納稅文化。

## 獎項榮譽

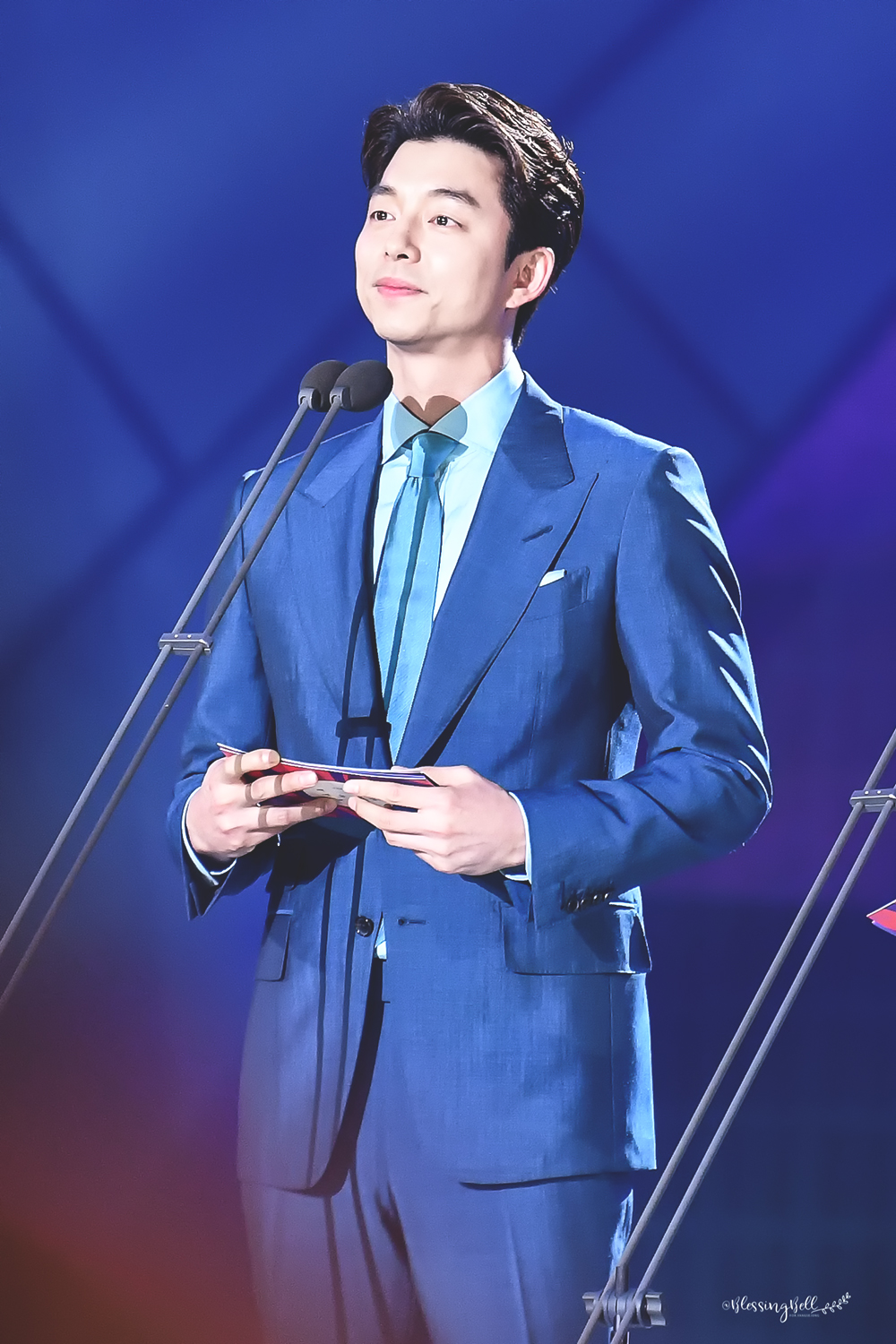
第54屆百想藝術大賞擔任頒獎嘉賓

| 年份 | 頒獎典禮                 | 獎項                       | 作品                                   | 結果 |
| 2002 | KBS演技大賞              | 男子新人賞                 | 《無法阻擋的愛》                       | 提名 |
| 2003 | SBS演技大賞              | 新星賞                     | 《二十歲》                             | 獲獎 |
| 2005 | SBS演技大賞              | 男子連續劇優秀演技賞       | 《餅乾老師星星糖》                     | 提名 |
| 2006 | MBC演技大賞              | 男子黄金演技賞             | 《很愛很愛妳》                         | 獲獎 |
| 2007 | 第1屆Mnet 20's Choice    | 最佳風格賞                 | 不適用                                 | 獲獎 |
| 2007 | MBC演技大賞              | 男子優秀演技賞             | 《咖啡王子1號店》                      | 獲獎 |
| 2007 | MBC演技大賞              | 人氣賞                     | 《咖啡王子1號店》                      | 提名 |
| 2007 | MBC演技大賞              | 最佳情侶賞（與尹恩惠）     | 《咖啡王子1號店》                      | 提名 |
| 2011 | 第32屆青龍電影獎         | 男子最優秀演技賞           | 《熔爐》                               | 提名 |
| 2011 | 第32屆青龍電影獎         | 人氣明星賞                 | 《熔爐》                               | 獲獎 |
| 2012 | 第48屆百想藝術大賞       | 電影部門男子最優秀演技賞   | 《熔爐》                               | 提名 |
| 2012 | 第48屆百想藝術大賞       | 電影部門男子人氣賞         | 《熔爐》                               | 提名 |
| 2012 | KBS演技大賞              | 男子迷你劇優秀演技賞       | 《Big》                                | 提名 |
| 2012 | KBS演技大賞              | 最佳情侶賞（與李珉廷）     | 《Big》                                | 提名 |
| 2013 | 第8屆首爾國際電視節      | 最佳男演員獎               | 《Big》                                | 提名 |
| 2014 | 第48屆納稅人節           | 總統表揚                   | 不適用                                 | 獲獎 |
| 2017 | tvN Movies Awards        | 卓越成就男演員獎           | 《關不住的誘惑》 《屍速列車》 《密探》 | 獲獎 |
| 2017 | 第11屆亞洲電影大獎       | 最佳男主角                 | 《屍速列車》                           | 提名 |
| 2017 | 第5屆DramaFever Awards   | 最佳情侶賞（與金高恩）     | 《孤單又燦爛的神—鬼怪》                | 獲獎 |
| 2017 | 第5屆DramaFever Awards   | 最佳Bromance賞（與李棟旭） | 《孤單又燦爛的神—鬼怪》                | 提名 |
| 2017 | 第5屆DramaFever Awards   | 最佳男演員賞               | 《孤單又燦爛的神—鬼怪》                | 獲獎 |
| 2017 | 第53屆百想藝術大賞       | 電視部門男子最優秀演技賞   | 《孤單又燦爛的神—鬼怪》                | 獲獎 |
| 2017 | 第53屆百想藝術大賞       | 電視部門男子人氣賞         | 《孤單又燦爛的神—鬼怪》                | 提名 |
| 2017 | 2017年度品牌大獎         | 年度男演員獎               | 不適用                                 | 獲獎 |
| 2017 | 第17屆韓國廣告商協會大賞 | 年度最佳廣告代言人         | 不適用                                 | 獲獎 |

## 外部連結
- 官方网站 （英文）
- 官方网站 （日語）
- 孔劉在NAVER上的资料
- 孔劉在Daum上的资料
- 孔劉在HanCinema的頁面（英文）
- 孔劉的X（前Twitter）（日本官方）（日語）
- 孔劉的Instagram帳戶
- 孔劉 （页面存档备份，存于）在Daum Cafe的頁面 
- 孔劉-BLOG （页面存档备份，存于）